# Pal (mechanica)

2 = de pal

Een pal is een onderdeel van een mechanisme om de draairichting van een as vast te houden. Het mechanisme noemt men een ratel en wordt in allerlei voorwerpen en machines toegepast. Bekende voorbeelden zijn het gebruik in:
- een lier, winch
- een ratel voor dopsleutels
- een spanband
- een tapkrukje
- een vang, een mechanisme in een windmolen

In overdrachtelijke zin wordt het als begrip gebruikt om aan te geven dat men "ergens voor staat", "pal staat", oftewel het toont iemands  onverzettelijkheid. 